# Клчовський потік
Клчовський потік (словац. Klčovský potok) — річка в Словаччині, ліва притока Горнаду, протікає в округах  Левоча і Списька Нова Весь.
Довжина — 18-18.9 км. Витік знаходиться в масиві Левоцькі гори — на висоті 715 метрів. Протікає територією сіл Клчов; Немешани; Балдовце; Бистрани і міста Спиські Влахи.
Впадає в Горнад на висоті 379 метрів.